# Reanimation
Reanimation (reso graficamente come [REAИIMATIOИ]) è il primo album di remix del gruppo musicale statunitense Linkin Park, pubblicato il 30 luglio 2002 dalla Warner Bros. Records.

## Descrizione
Contiene i remix di tutti i brani di Hybrid Theory con l'aggiunta delle bonus track High Voltage, My December e intermezzi musicali (Opening, [Chali], X-Ecutioner Style, [Riff Raff], Ntr\Mssion e [Stef]). I brani, i cui titoli originari sono stati riscritti nel gergo di Internet attraverso simboli, numeri e assonanze grammaticali, sono stati realizzati grazie al contributo di svariati artisti e produttori, tra cui Jonathan Davis dei Korn, Aaron Lewis degli Staind, Stephen Carpenter dei Deftones e Black Thought dei The Roots.
La struttura del disco è un continuo filo che intercorre tra i diversi remix, in parte modificati e reinterpretati tramite l'utilizzo di effetti digitali, sintetizzatori e un lavoro di voci sovrapposte ed effetti in sottofondo. Opening è caratterizzato da una melodia strumentale eseguita dal bassista Phoenix con un violino e un violoncello che si riallaccia all'ultimo brano, Krwlng. Vi sono inoltre delle brevi interruzioni come brevi tracce di soli effetti vocali o come melodie basate su un breve intervento del pianoforte (anch'esso digitale).
Dalla sua lista tracce, il rapper Mike Shinoda (produttore dell'album) ha scartato ulteriori remix, in seguito inseriti come b-side o negli EP destinati al fan club del gruppo. Tra questi vi figurano i rifacimenti di Points of Authority dei Crystal Method, By Myself dei Marilyn Manson e My December dei Team Sleep, nonché l'inedito Standing in the Middle, realizzato con Motion Man e inserito due anni più tardi in Underground 4.0.

## Promozione
Intorno al periodo di uscita dell'album, l'emittente televisiva MTV2, all'interno del programma MTV:Playback, trasmise uno speciale dedicato a Reanimation nel quale ciascun brano dell'album risultava accompagnato da un video musicale. Questi includono [Chali]/Frgt/10 (animazione di una donna intenta a fare graffiti nella città, eludendo la polizia), Opening, [Riff Raff] e [Stef] (la stessa donna di Frgt/10 a letto), Pts.of.Athrty (video alternativo che mostra un uomo che rapisce una donna e che viene successivamente inseguito in moto da un poliziotto), P5hng Me A*wy (un cannibale al lavoro), Plc.4 Mie HÆd (una ragazza che canta la canzone), X-Ecutioner Style (animazione di un ragazzino che cammina per la città mentre urla le parole Shut Up), H! Vltg3 (una notte nella vita di un uomo), Wth>You (un montaggio di persone che cantano il brano in sincronia), Ppr:Kut (reazioni di alcune persone a un rumore inaspettato mentre ascoltano la musica; tra di esse appare anche Joe Hahn), Rnw@y (una ragazza con un'acconciatura mohawk in giro per la città), My<Dsmbr (un uomo che vive in una spiaggia e decide di divertirsi in un parco divertimenti), By_Myslf (una donna in una foresta), Kyur4 th Ich (ragazzi intenti a fare break dance; in questo video appare anche Joe Hahn), 1stp Klosr (una coppia in un rapporto fallimentare) e Krwlng (animazione raffigurante la vita di un uomo). Il video di Enth e Nd invece vede Shinoda, KutMasta Kurt e Motion Man eseguire le rispettive parti all'interno di un'automobile.
Tra questi, soltanto quelli di Frgt/10 e di Kyur4 th Ich sono stati inseriti nell'edizione DVD-Audio dell'album, nel quale appare anche un altro video per Pts.of.Athrty diretto da Hahn, scelto per la promozione del disco. Pts.of.Athrty è stato inoltre scelto come unico singolo da Reanimation; per il mercato britannico è invece uscito H! Vltg3/Pts.of.Athrty. Il 27 dicembre 2017 il video di Enth e Nd è stato reso disponibile sul canale YouTube del gruppo.
Durante il 2003 i Linkin Park hanno eseguito parte di Reanimation durante i concerti. A partire dal Summer Sanitarium Tour 2003 il gruppo ha incluso P5hng Me A*wy nelle loro scalette (una versione appare anche nell'album dal vivo Live in Texas). Sezioni di Pts.of.Athrty, 1stp Klosr,Wth>You venivano suonate durante le rispettive esecuzioni di Points of Authority, One Step Closer e With You tra il 2003 e il 2006 (registrazioni audio della nuova versione di One Step Closer sono state inserite nel singolo di Faint e nell'EP Underground 4.0). Il 18 febbraio 2005, in occasione del concerto di beneficenza organizzato da Music for Relief, il gruppo eseguì Frgt/10 assieme a Chali 2na dei Jurassic 5. Nei concerti dei Fort Minor tra il 2005 e il 2006, Shinoda eseguì dal vivo Enth E Nd (le cui parti di Motion Man furono escluse). Infine l'introduzione di Krwlng veniva aggiunta a Crawling nei concerti dal 2003 al 2009 (una versione è apparsa anche nell'album dal vivo Road to Revolution: Live at Milton Keynes). In quest'ultimo anno, Shinoda era solito cantare il primo verso di Hands Held High durante l'intro stesso.

## Tracce
Testi e musiche dei Linkin Park, eccetto dove indicato.
1. Opening – 1:07
2. Pts.of.Athrty (Jay Gordon) – 3:45
3. Enth E Nd (KutMasta Kurt featuring Motion Man) – 3:59
4. [Chali] – 0:23
5. Frgt/10 (Alchemist featuring Chali 2na) – 3:31 (Linkin Park, Mark Wakefield, Dave Farrell)
6. P5hng Me A*wy (Mike Shinoda featuring Stephen Richards) – 4:37
7. Plc.4 Mie HÆd (Amp Live featuring Zion) – 4:20 (Linkin Park, Mark Wakefield, Dave Farrell)
8. X-Ecutioner Style (featuring Black Thought) – 1:49
9. H! Vltg3 (Evidence featuring Pharoahe Monch & DJ Babu) – 3:30 (Linkin Park, Derek Murphy, Lorenzo Dechalus, Maxwell Dixon)
10. [Riff Raff] – 0:21
11. Wth>You (Chairman Hahn featuring Aceyalone) – 4:12 (Linkin Park, The Dust Brothers)
12. Ntr\Mssion – 0:29
13. Ppr:Kut (Cheapshot & Jubacca featuring Rasco & Planet Asia) – 3:26
14. Rnw@y (Backyard Bangers featuring Phoenix Orion) – 3:13 (Linkin Park, Mark Wakefield)
15. My<Dsmbr (Mickey P. featuring Kelli Ali) – 4:17
16. [Stef] – 0:09
17. By_Myslf (Josh Abraham & Mike Shinoda) – 3:42
18. Kyur4 th Ich (Chairman Hahn) – 2:32
19. 1stp Klosr (The Humble Brothers featuring Jonathan Davis) – 5:46
20. Krwlng (Mike Shinoda featuring Aaron Lewis) – 5:41

Traccia bonus nell'edizione giapponese
1. Buy Myself Remix (Marilyn Manson) – 4:25

Tracce bonus nell'edizione digitale
1. One Step Closer (Live LP Underground Tour 2003) – 3:42
2. Buy Myself (Manson Remix) (Non-Album Track) – 4:26
3. My December (Live Project Rev. 2002) – 4:27

Contenuti multimediali
1. Pts.of.Athrty (Music Video) – 3:42

DVD-Audio (sezione video)
1. Pts.of.Athrty – 3:42
2. Kyur4 th Ich – 2:34
3. Frgt/10 – 3:55
4. Making of Pts.of.Athrty – 5:05

## Formazione
Hanno partecipato alle registrazioni, secondo le note di copertina:
Gruppo
- Chester Bennington – voce
- Rob Bourdon – batteria, cori
- Brad Delson – chitarra, basso, cori
- Joseph Hahn – giradischi, campionatore, cori, scratch (traccia 5), riarrangiamento (tracce 11 e 18)
- Mike Shinoda – rapping, voce, campionatore, chitarra (tracce 6 e 11), riarrangiamento (tracce 6 e 20)
- Phoenix – cori, violino e violoncello (tracce 1 e 20), basso (traccia 17)

Altri musicisti
- Jay Gordon – riarrangiamento (traccia 2)
- Motion Man – rapping (traccia 3)
- KutMasta Kurt – riarrangiamento (traccia 3)
- Alchemist – riarrangiamento (traccia 5)
- Chali 2na – rapping (traccia 5)
- Stephen Richards – voce (traccia 6)
- Amp Live – riarrangiamento (traccia 7)
- Zion I – rapping (traccia 7)
- Sean Cane – reinterpretazione di elementi di One Step Closer e di Forgotten (traccia 8)
- Roc Raida – reinterpretazione di elementi di One Step Closer e di Forgotten (traccia 8)
- Black Thought – rapping (traccia 8)
- Evidence – riarrangiamento (traccia 9)
- Pharoahe Monch – rapping (traccia 9)
- DJ Babu – giradischi (traccia 9)
- Aceyalone – rapping (traccia 11)
- Cheapshot & Jubacca – riarrangiamento (traccia 13)
- Rasco – rapping (traccia 13)
- Planet Asia – rapping (traccia 13)
- Backyard Bangers – riarrangiamento (traccia 14)
- Phoenix Orion – rapping (traccia 14)
- Mickey Petralia – pianoforte e riarrangiamento (traccia 15)
- Greg Kurstin – pianoforte (traccia 15)
- Kelli Ali – voce (traccia 16)
- Josh Abraham – riarrangiamento (traccia 17)
- Stephen Carpenter – chitarra aggiuntiva (traccia 17)
- Jonathan Davis – voce (traccia 19)
- The Humble Brothers – riarrangiamento (traccia 19)
- Aaron Lewis – voce (traccia 20)

Produzione
- Mike Shinoda – produzione, direzione artistica, grafica, illustrazione
- Mark "Spike" Stent – missaggio
- David Treahearn – assistenza al missaggio
- Paul "P-Dub" Walton – ingegneria Pro Tools
- Brian "Big Bass" Gardner – mastering, montaggio digitale
- Clay Patrick McBride – fotografia
- Flem – direzione artistica, grafica
- Joseph Hahn – illustrazione
- Mickey Petralia – produzione aggiuntiva (traccia 14)

## Classifiche
| Classifica (2002) | Posizione massima |
| ----------------- | ----------------- |
| Australia         | 16                |
| Austria           | 2                 |
| Belgio (Fiandre)  | 12                |
| Belgio (Vallonia) | 11                |
| Canada            | 8                 |
| Danimarca         | 24                |
| Finlandia         | 12                |
| Francia           | 11                |
| Germania          | 3                 |
| Italia            | 25                |
| Norvegia          | 32                |
| Nuova Zelanda     | 8                 |
| Paesi Bassi       | 4                 |
| Singapore         | 1                 |
| Stati Uniti       | 2                 |
| Svezia            | 18                |
| Svizzera          | 3                 |